# Bertrand de Villiers
Bertrand de Villiers, né le 26 juillet 1950 à Boulogne, est un dirigeant d'entreprise français. Il est président et actionnaire principal d'Alouette FM.

## Biographie

### Famille
Il est le frère de l'homme politique Philippe de Villiers et du général Pierre de Villiers.

### Carrière professionnelle
Ancien élève du Prytanée national militaire, Bertrand de Villiers est diplômé de l'École spéciale militaire de Saint-Cyr. Après dix ans comme officier de l'armée de terre, notamment comme instructeur à l'École de cavalerie de Saumur, il devient en 1982 directeur de la radio Alouette FM à la suite de son frère Philippe de Villiers. Il devient conseiller technique dans le cabinet de François Léotard, ministre de la Culture et de la Communication en 1986. Il quitte le cabinet deux ans plus tard et crée le journal Hebdo Vendée, qu'il vend en 1998 à la Socpresse. Il prend la vice-présidence du groupement d'intérêt économique Les Indépendants en 1992. À compter de 2004, il est président de la radio Voltage. En novembre 2005, il est nommé président de Sud Radio.

### Vie politique
Bertrand de Villiers est conseiller général de la Vendée (Mouvement pour la France) de 1987 à 2010.